# Time goes by (Every Little Thingの曲)
『Time goes by』（タイム・ゴーズ・バイ）は、日本の音楽グループEvery Little Thingの8枚目のシングル。

## 解説
前作『Face the change』から約1か月でのリリースとなった。発売日がMr.Childrenの『ニシエヒガシエ』と重なり、オリコン最高位は2位だったが、最終的にはEvery Little Thingのシングルで最大の売り上げを記録し、シングル初のミリオンセラーを達成した。累計売上（出荷）は140万枚。
1998年度の日本音楽著作権協会（JASRAC）の著作権使用料分配額（国内作品）ランキングで年間1位を獲得し、1999年JASRAC賞の金賞を受賞した。2013年度の同ランキングで15年ぶりに年間3位にランクインされ、2014年JASRAC賞の銅賞を受賞。授賞式には五十嵐が参加した。
また、シングルでは初となるバラード曲であり、ELTの代表的な楽曲の一つとなっている。
ジャケットは吉祥寺の劇場を借り切っての撮影。なお、このジャケットの持田の顔は顎が細くなるようレタッチされていることを本人が明かしている。
この曲で年末の『NHK紅白歌合戦』にも出演した（対戦相手は西城秀樹で「傷だらけのローラ」）。第1部での出場であったが、この際に記録した視聴率56.5%という数字は『NHK紅白歌合戦』の第1部では史上最高である。
レコーディングの際、五十嵐から持田に冒頭の「wow wow wow…」がグッとくればいいと言われたとのこと。一般人がカラオケで歌う際は、いかにこの部分を感情を込めてしっかり歌えるかが重要と持田も語っている。
2008年2月27日に放送された『SONGS』の中で持田は「当時は歌詞の意味を理解せずに歌っていた」と語っている。
2011年の40thシングル『MOON』にはAcoustic version 2010として新たにレコーディングし直して収録された。
2013年3月2日放送の『MUSIC FAIR』（フジテレビ）ではEvery Little Thing×JUJU×宮本笑里×住岡梨奈のコラボレーションで披露された。
フジパシフィック音楽出版が音楽出版権を持っている。

## 収録曲
1. Time goes by
作詞・作曲・編曲：五十嵐充
  - フジテレビ系列木曜10時ドラマ『甘い結婚』主題歌（1998年1月8日 - 同3月19日放送）
  - TOYOTA「HILUX SURF SSR-V」CFソング
  - ソフトバンクモバイルCFソング（2012年）
  - エヌ・シー・ソフト ハートフルプライス（リネージュII・タワー オブ アイオン）CFソング（2012年）
2. Time goes by (Bad Attitude Mix)
リミックス：Bad Attitude（中村ナオ & Ike）
3. Time goes by (Instrumental)

## 収録アルバム
Time goes by
- 『Time to Destination』※リアレンジされたもので収録。
- 『Every Best Single +3』
- 『Every Ballad Songs』
- 『ACOUSTIC:LATTE』※アレンジ、新録音して収録。
- 『Every Best Single 〜COMPLETE〜』
- 『Every Best Single 2 ～MORE COMPLETE～』
- 『Every Best Single 2 〜Early period〜』

## カバー
- 徳永英明 - 2007年8月15日発売のカバーアルバム『VOCALIST 3』に収録。
- Eric Martin - 2008年発売のアルバム『Mr. Vocalist』に収録。
- 中西保志 - 2008年11月5日発売のカバーアルバム『Standards3』に収録。
- YU-A - 2009年10月7日発売の1stソロアルバム『You Are My Love』に収録。
- 広瀬香美 - 2010年1月20日発売のアルバム『DRAMA Songs』に収録。
- JUJU - 2010年9月29日発売のアルバム『Request』に収録。
- KG - 2012年12月12日発売のカバーアルバム『LOVE COVERS』に収録。
- 井上昌己 - 2013年3月13日発売のカバーアルバム『回想録 〜Calling 90’s〜』に収録。
- URATA NAOYA（AAAのメンバー） - 2013年12月4日発売のアルバム『UNCHANGED』に収録。
- Ms.OOJA - 2014年11月26日発売のアルバム『WOMAN 2 〜Love Song Covers〜』に収録。
- 城南海 - 2015年1月21日発売のカバーアルバム『サクラナガシ』に収録。編曲：ただすけ。
- 南條愛乃 - 2016年7月13日発売のアルバム『Nのハコ』でカバー。
- 三浦透子 - 2017年3月29日発売のアコースティック・カバーアルバム『かくしてわたしは、透明からはじめることにした』に収録。
- alan - 2017年11月3日、中国語のカバーでシングルリリースし、2017年11月24日発売のアルバム『十念』に収録。
- ケーヴァ（城戸香織） - 2021年9月10日発売のカバーアルバム『NEON SKY』でカバー。音楽プロジェクト『AKROGLAM』の関連曲。

他、多数のアーティストがカバーしている。